# Шимковецкий сельский совет
Шимковецкий сельский совет (укр. Шимковецька сільська рада) — входит в состав
Збаражского района
Тернопольской области
Украины.
Административный центр сельского совета находится в 
с. Шимковцы.

## История
- 1940 — дата образования.

## Населённые пункты совета
- с. Шимковцы
- с. Решневка